# 藻寄鉄五郎
藻寄 鉄五郎（鐵五郎、もより てつごろう、1866年6月13日（慶応2年5月1日）- 1935年（昭和10年）9月8日）は、明治から昭和前期の実業家、政治家。衆議院議員。

## 経歴
能登国珠洲郡北方村（石川県珠洲郡上戸村字北方を経て現珠洲市）で、医師・藻寄行蔵の五男として生まれた。父から医師となるべく学業の指導を受け、1885年（明治18年）上京して東京大学医学部に入学。20歳頃から星亨に私淑して政界を目ざし、医学部を退学して星の指導を受けた。
1891年（明治24年）に帰郷し上戸村助役に就任。同年7月、珠洲郡会議員に当選し2期在任。同年10月、石川県会議員に選出され2期在任した。1896年（明治29年）北陸新聞社社長に就任し1897年（明治30年）まで在任した。
1898年（明治31年）3月、第5回衆議院議員総選挙（石川県第4区）で初当選。以後、第10回総選挙まで3回再選され、衆議院議員に通算4期在任した。
その後、実業界に転じ、1908年（明治41年）福井県大野郡で桔島炭鉱を開発した。その後、石膏の採掘（珠洲郡若山村中田）、金鉱の試掘（珠洲郡上戸村字寺社）などを行った。1923年（大正12年）南満洲鉄道顧問に就任し、関連株式会社を設立して社長に就任した。

## 国政選挙歴
- 第5回衆議院議員総選挙（石川県第4区、1898年3月、自由党）当選[2][5]
- 第7回衆議院議員総選挙（石川県郡部、1902年8月、立憲政友会）落選[6]
- 第8回衆議院議員総選挙（石川県郡部、1903年3月、政友倶楽部）当選[2][6]
- 第9回衆議院議員総選挙（石川県郡部、1904年3月、自由党）当選[2][6]
- 第10回衆議院議員総選挙（石川県郡部、1908年5月、立憲政友会）次点落選[7]。
  - 上出長次郎の選挙法違犯による辞任に伴い1909年7月、繰上補充[8][9]。
  - 1911年6月8日、詐欺被告事件が大審院で上告棄却され重禁固8ヵ月の裁判確定により退職[10][11]。これにより勲四等を褫奪された[12]。
- 第13回衆議院議員総選挙（石川県郡部、1917年4月、立憲政友会）落選[13]